# С-33
С-33 — советская дизель-электрическая торпедная подводная лодка серии IX-бис, С — «Средняя» времён Второй мировой войны. Построена в 1937—1940 годах, совершила 16 боевых походов на Чёрном море, достоверно потопила одно судно (5695 или 6876 брт) и один корабль (220 т), до 1955 года входила в состав Черноморского флота, в 1978 году утилизирована.

## История строительства
Заложена 16 ноября 1937 года на заводе № 198 в Николаеве под заводским номером 349, спущена на воду 30 мая 1939 года. 15 ноября 1940 года при выходе с акватории завода столкнулась с лидером «Москва», повредила тому левый гребной винт, 18 ноября принята в строй. 22 декабря 1940 года поднят Военно-морской флаг, С-33 под командованием капитан-лейтенанта Б. А. Алексеева вошла в состав 13-го дивизиона 1-й бригады подводных лодок.

## История службы
К началу Великой Отечественной войны С-33 находилась в строю, числилась во второй линии.

### 1941 год
6 июля 1941 года вышла в первый боевой поход на позицию № 4 к мысу Шаблер, ночью на 10 июля обнаружила подводную лодку, приняла её за Щ-206, но та на опознавательные сигналы не ответила, поэтому С-33 уклонилась погружением. Позже установлено, что это была румынская подводная лодка «Delfinul». Других судов и кораблей С-33 не встретила, 23 июля возвратилась на базу в Севастополь.
Второй боевой поход начался 27 августа, С-33 заняла позицию № 14 у западного побережья Чёрного моря, к югу от Бургаса. 31 августа был обнаружен конвой, но из-за слишком большой дистанции атака сорвалась. 4 сентября дважды безрезультатно атаковала торпедами транспорт в 2500 тонн из состава конвоя (транспорт в сопровождении сторожевика). Предположительно, это были немецкий транспорт «Корделия» и венгерский транспорт «Сегед», для которых атака осталась незамеченной. 11 сентября С-33 закончила свой поход в Севастополе.
11 октября С-33 начала третий боевой поход, отправившись на позицию № 20 у мыса Шаблер. Неоднократно обнаруживала румынские минные заградители «Мурджеску» и «Дачия», однако выйти в атаку не смогла из-за активного противодействия румынских и болгарских сил противолодочной обороны. 23 октября вернулась в Севастополь.
Четвёртый поход проходил с 4 по 19 ноября, лодка снова патрулировала мыс Шаблер. С-33 неоднократно обнаруживала румынские эсминцы и пыталась выйти в атаку. 6 ноября с дистанции 7 кабельтовых атаковала двумя торпедами военный корабль. С румынского эсминца «Марасешти» наблюдали одну торпеду, идущую по поверхности. Попаданий не было. 19 ноября С-33 прибыла на свою новую базу в Поти.
Пятый боевой поход также прошёл у мыса Шаблер, с 8 декабря С-33 была в море, в том числе с 11 по 24 декабря непосредственно на позиции. Надводных целей не было, но восемь раз обнаруживала самолёты. 13 декабря при проходе румынского минного поля дважды касалась минрепов. 26 декабря С-33 вернулась в Поти, нуждаясь в гарантийном ремонте.

### 1942 год
12-13 января С-33 перешла для ремонта в Туапсе, 23 марта повреждена взрывом 500-килограммовой авиабомбы в 8-10 метрах за кормой лодки. Повреждения получили прочный корпус кормовых отсеков, вышел из строя компрессор воздуха высокого давления, со своих фундаментов сорваны кормовые торпедные аппараты, помяты цистерны главного балласта. Для исправления повреждений 28-29 марта перешла в Поти. Ремонт затянулся до конца лета, поэтому в снабжении осаждённого Севастополя С-33 участия не принимала, в отличие от своего командира, неоднократно ходившего на С-31 в качестве обеспечивающего действия её нового командира Н. П. Белорукова.
С 3 по 18 августа С-33 прошла докование, и в сентябре повторно вступила в строй. 30 сентября вышла в шестой боевой поход к южному побережью Чёрного моря, в район Ризе — Трапезунд для разведки и тренировки экипажа. 5 октября вернулась в Поти.
14 октября С-33 отправилась в седьмой боевой поход, заняв позицию у входа в пролив Босфор. 24 октября двумя торпедами с временным интервалом с дистанции 3 кабельтовых атаковала одиночный транспорт (турецкий «Туркан», оцененный в 800 тонн водоизмещения), однако из-за волнения в шесть баллов торпеды сошли с курса. 3 ноября лодка вернулась в Поти, на подходе к базе встретив и расстреляв плавающую мину.
Восьмой поход прошёл на той же позиции у Босфора, 19 ноября С-33 вышла из Поти, 28 ноября на большом удалении от лодки были обнаружены два эсминца, к которым затем присоединилось транспортное судно. Попытке преследовать конвой в надводном положении помешала низкая видимость. 9 декабря С-33 благополучно вернулась в Поти.

### 1943 год
27 декабря 1942 года лодка вышла в девятый боевой поход, направившись к мысу Шаблер. 28 декабря были обнаружены самолёты противника, от которых С-33 уклонилась срочным погружением. Из-за неисправности горизонтальных рулей и ошибок экипажа лодка с дифферентом 45° ушла на глубину 127 метров прежде чем управление было восстановлено. Сам поход не ознаменовался обнаружением целей, и 16 января 1943 года С-33 вернулась на базу в Поти.
Десятый боевой поход начался 9 февраля и проходил у южного побережья Крыма, в районе Судак-Феодосия. Днём 12 февраля обнаружила подводную лодку противника, но атака сорвалась из-за ошибки рулевого. Преследование продолжалось, пока цель не оторвалась полным ходом в надводном положении. Это была немецкая U-9, имевшая целью патрулирование района между Новороссийском и Геленджиком. Других встреч не было, 28 февраля С-33 возвратилась в Поти.
11 апреля начался одиннадцатый боевой поход, ставший самым результативным. Лодка заняла позицию у мыса Тарханкурт, имея задачу перехвата судов противника во взаимодействии с союзной авиацией. 20 апреля С-33 атаковала конвой в составе транспорта, эсминца и сторожевого корабля, выпустив с дистанции 12 кабельтовых три торпеды с временными интервалами. Подводники слышали два взрыва, а после всплытия обнаружили спасательный круг: двумя торпедами был потоплен румынский транспорт «Suceava» (по разным источникам 6876 или 5695 брт), погибло 28 человек. Лодка была контратакована, получила небольшие повреждения, всего сброшено 18 глубинных бомб. 30 апреля С-33 возвратилась в Поти.
Двенадцатый боевой поход начался 29 июня с выхода к Тарханкурту, где 4 июля был обнаружен конвой в составе двух парусно-моторных шхун и двух быстроходных десантных барж. Ввиду малой ценности целей атака не производилась. 11 июля по приказу командования С-33 перешла в район Босфора, однако целей там не обнаружила, 20 июля прибыла на базу в Поти.
Тринадцатый боевой поход проходил по противоположному маршруту: 9 сентября С-33 вышла к Босфору, 21 сентября перешла к Констанце, 22 сентября — к Тарханкурту. В тот же день С-33 атаковала торпедами конвоируемый транспорт. Выпущено три торпеды с дистанции 9 кабельтовых. Одна из торпед не вышла из аппарата, через 75 секунд подводники слышали два взрыва, однако зарубежными данными победа не подтверждается, атакованные румынский транспорт «Продромос» и минный заградитель «Мурджеску» не пострадали. На обратном пути С-33 участвовала в поиске уцелевших моряков из экипажей погибших советских кораблей — лидера «Харьков» и эсминцев  «Беспощадный»  и «Способный». Никого не обнаружив, лодка возвратилась на базу, прибыв в Поти 9 октября.
7 декабря начался четырнадцатый боевой поход С-33, однако на обозначенную позицию в районе Тарханкурт — Евпатория она прибыла только 14 декабря. В первый же день находившаяся на перископной глубине лодка была обнаружена самолётом, сбросившим три бомбы и сорвавшим атаку на обнаруженный было конвой. 21 декабря лодка пыталась атаковать два судна, оказавшиеся немецкими охотниками за подводными лодками Uj-103 и Uj-106. Те три с половиной часа преследовали С-33 и сбросили на неё 111 глубинных бомб. Лодка получила небольшие повреждения. 27 декабря снова обнаружила суда и атаковала их, приняв за транспорты. Две торпеды, оснащённые бесконтактными взрывателями, взорвались в 150 и 75 метрах от борта охотника Uj-106, ещё одна торпеда попала в охотник Uj-101, повредила его, но не взорвалась. Uj-106 долго преследовал лодку в ответ и нанёс ей повреждения. 5 января позиция действий С-33 была расширена к северо-западу от Тарханкурта. 6 января лодка четырёхторпедным залпом с временными интервалами с дистанции 13 кабельтовых атаковала транспорт в составе конвоя. Через 110 секунд на лодке услышали два взрыва, однако суда атакованного конвоя прошли позицию С-33 без потерь. 9 января 1944 года лодка прибыла на базу в Поти.

### 1944 год

Б. А. Алексеев с экипажем С-33 на борту своего корабля. Виден трофейный флаг с F-130

Всё начало года С-33 провела в ремонте, устраняя повреждения после предыдущего богатого на атаки похода. В феврале-марте лодка прошла доковый ремонт, и только к маю вернулась в строй.
9 мая С-33 вышла в пятнадцатый боевой поход в район мыса Сарыч. 12 мая обнаружила повреждённую ранее авиацией брошенную немецкую быстроходную десантную баржу F-130 (220 т), осмотрела её и расстреляла артиллерией. Высаженный на баржу матрос снял кормовой флаг со свастикой, захватил также автомат и шинель, доложив, что кроме трупов на борту никого нет. Позднее в тот же день лодку атаковал самолёт, сбросив четыре бомбы. Других встреч на позиции лодка не имела, и 17 мая вернулась в Поти.
22 июля 1944 года С-33 удостоена гвардейского звания. В тот же день бессменный командир лодки, капитан 3-го ранга Б. А. Алексеев, стал Героем Советского Союза.
16 августа лодка вышла в шестнадцатый боевой поход, проведя его в районе Бахлар — Стефанос и патрулируя вдоль восточной кромки минных заграждений. Обнаруженные несколько шхун были сочтены малозначимыми целями и отпущены без попыток их атаковать. 15 сентября С-33 вернулась на базу, завершив тем самым свою боевую деятельность.
В январе 1945 года лодка приняла участие в учениях около Поти.

### Послевоенная служба
До 1955 года С-33 продолжала находиться в строю. Базировалась на Очамчири, Поти, Туапсе. 14 марта 1955 года лодку исключили из боевого состава флота, она продолжала служить в качестве плавучей зарядной станции под названием ПЗС-22, находясь в Балаклаве. Затем она была переименована в РЗС-22 и переведена в Севастополь. В 1978 году лодку под именем РЗС-422 списали окончательно и разделали на металл в Инкермане.

## Командиры
- март — май 1939: В. Я. Бондаренко
- 1939—1940: М. И. Никифоров
- 1940—1944: Б. А. Алексеев
- июль — сентябрь 1944: П. И. Парамошкин
- сентябрь 1944 — октябрь 1945: В. И. Матвеев
- 1945—1947: Н. В. Суходольский
- 1947—1949: С. Н. Хаханов
- 1949—1952: А. И. Беличенко